# RK Gorenje Velenje
RK Gorenje Velenje je slovenski rukometni klub iz Velenja. Natječe se u Prvoj ligi, u prvom rangu slovenskog rukometa i regionalnoj SEHA ligi.
Klub je osnovan 1958. godine te je jedan od najuspješnijih slovenskih rukometnih klubova. Do sada, bio je prvak države 3 put, dok je nacionalni kup osvajao jedanput uz tri pobjede slovenskog superkupa. Od sezona 2016./17. natječu se u regionalnoj SEHA ligi.
U prošlosti klub se još nazivao i RK Šoštanj i ŠRK Velenje.

## Uspjesi
- Prva liga
  -  (3): 2008./09., 2011./12., 2012./13
  -  (11): 1993./94., 1995./96., 2003./04., 2004./05., 2006./07., 2009./10., 2010./11., 2013./14., 2014./15., 2015./16., 2016./17.

- Nacionalni kup
  -  (1): 2002./03.
  -  (8): 1993./94., 1994./95., 1996./97., 1997./98., 2000./01., 2010./11., 2012./13., 2014./15.

- Superkup
  -  (3): 2009., 2011., 2012.
  -  (2): 2007., 2015.

## Navijači i sponzori
Navijači kluba RK Gorenje Velenja zovu se Šaleški graščaki.
Navijačka grupa osnovana je 1994. godine i najveći su rivali navijačima kluba RK Celje Florijani.

### Sponzor
Glavni sponzor rukometnog kluba Velenje je tvrtka Gorenje koja proizvodi kućanske aparate, a tvornica je smještena u gradu Velenje.

## Aktualna sezona

### Rezultati
U završenoj SEHA ligi 2017./18. RK Gorenje Velenje ostvarilo je petu poziciju, sa svega jednim bodom manje od četveroplasiranje ekipe čime nisu ostvarili mogućnost igranja završnog turnira u Skoplju.

### Sastav
U sezoni 2018./2019. za momčad RK Gorenje Velenje nastupa 21 igrača, od toga 17 Slovenaca, 2 Hrvata, jedan Crnogorc te jedan Bosansko-Hercegovački igrač.
| Vratar - 12 Luka Logar - 16 Miljan Vujović - 32 Emir Taletović Lijevo krilo - 5 Tilen Grobelnik - 6 Tadej Mazej - 25 Matic Verdinek Desno krilo - 8 Ibrahim Haseljić - 23 Vlado Matanović Pivot - 15 Darko Stojnić - 33 Jan Tajnik - 25 Miha Kavčič | Lijevi vanjski - 10 Nikola Špelić - 87 Tarik Velič - 20 Jernej Drobež - 34 Peter Šiško - 47 Aleks Kavčič Srednji vanjski - 9 Domen Tajnik - 77 Andraž Kete Desni vanjski - 18 David Miklavčič - 19 Filip Banfro - 28 Timotej Grmšek |

## Vanjske poveznice
- Službena stranica RK Gorenje Velenje